# Cộng hòa Yucatán
Cộng hòa Yucatán (tiếng Tây Ban Nha: República de Yucatán) là một nhà nước có chủ quyền trong hai giai đoạn của thế kỷ 19. Cộng hòa Yucatán đầu tiên, được thành lập ngày 29 tháng 5 năm 1823, mong muốn gia nhập liên bang Mexico với tên gọi Cộng hòa Liên bang Yucatán vào ngày 23 tháng 12 năm 1823, ít hơn bảy tháng sau đó. Đệ nhị Cộng hòa Yucatán bắt đầu năm 1841, với tuyên bố độc lập từ Liên bang México. Thực thể này vẫn độc lập trong bảy năm, sau đó gia nhập Liên bang Mexico. Khu vực của nước Cộng hòa cũ bao gồm các bang Mexico ngày nay: Yucatán, Campeche và Quintana Roo. Cộng hòa Yucatán thường đề cập đến nước Cộng hòa thứ hai (1841-1848).
Cộng hòa Yucatán được điều chỉnh bởi Hiến pháp năm 1841, một trong những giai đoạn tiên tiến nhất của thời đại đó. Nước Cộng hòa này đảm bảo các quyền cá nhân, tự do tôn giáo và bởi một hình thức pháp lý mới gọi là amparo (bảo vệ). Cuộc chiến tranh Caste năm 1847 đã khiến Cộng hòa Yucatán yêu xin viện trợ quân sự từ Mexico. Viện trợ được chấp nhận với điều kiện Cộng hòa tái gia nhập Liên bang Mexico.

## Kỷ nguyên thuộc địa và độc lập từ Tây Ban Nha
Năm 1617, Yucatán được chỉ định là Lãnh địa Tổng Thủ lĩnh Tân Tây Ban Nha. Vị trí địa lý của nó cho nó một số quyền tự trị. Trong thời trung gian thuộc Tây Ban Nha, tỉnh này và Lãnh địa Tổng thủ lĩnh Yucatán bao phủ các lãnh thổ hiện tại Campeche, Quintana Roo, Tabasco, và Yucatán, cộng với, trên danh nghĩa, các lãnh thổ phía bắc của Petén và lãnh thổ hiện đang là Belize. Năm 1786, Hoàng gia Tây Ban Nha thực thi chế độ Intendencias và lãnh thổ thay đổi tên thành Intendencia de Yucatán, bao gồm các lãnh thổ tương tự.